# 讷莱米讷
讷莱米讷（法語：Nœux-les-Mines，法語發音：[nø le min] ⓘ），法国北部城市，上法兰西大区加来海峡省的一个市镇，隶属于贝蒂讷区，其市镇面积为8.84平方公里，2022年1月1日时人口数量为11,384人，在法国城市中排名第863位。
讷莱米讷位于加来海峡省东北部，北部-加来海峡矿区腹地，因19世纪煤炭开采而形成都市。

## 地名来源
根据法国地名学家埃内斯特·内格尔的论述，“Nœux”的单数“Noe”可能意为“沼泽、湿润的草地”，18世纪时当地曾被命名为“Nœux lès Béthune”；“-les-Mines”这一后缀至1887年起成为当地官方名称的一部分。

## 历史

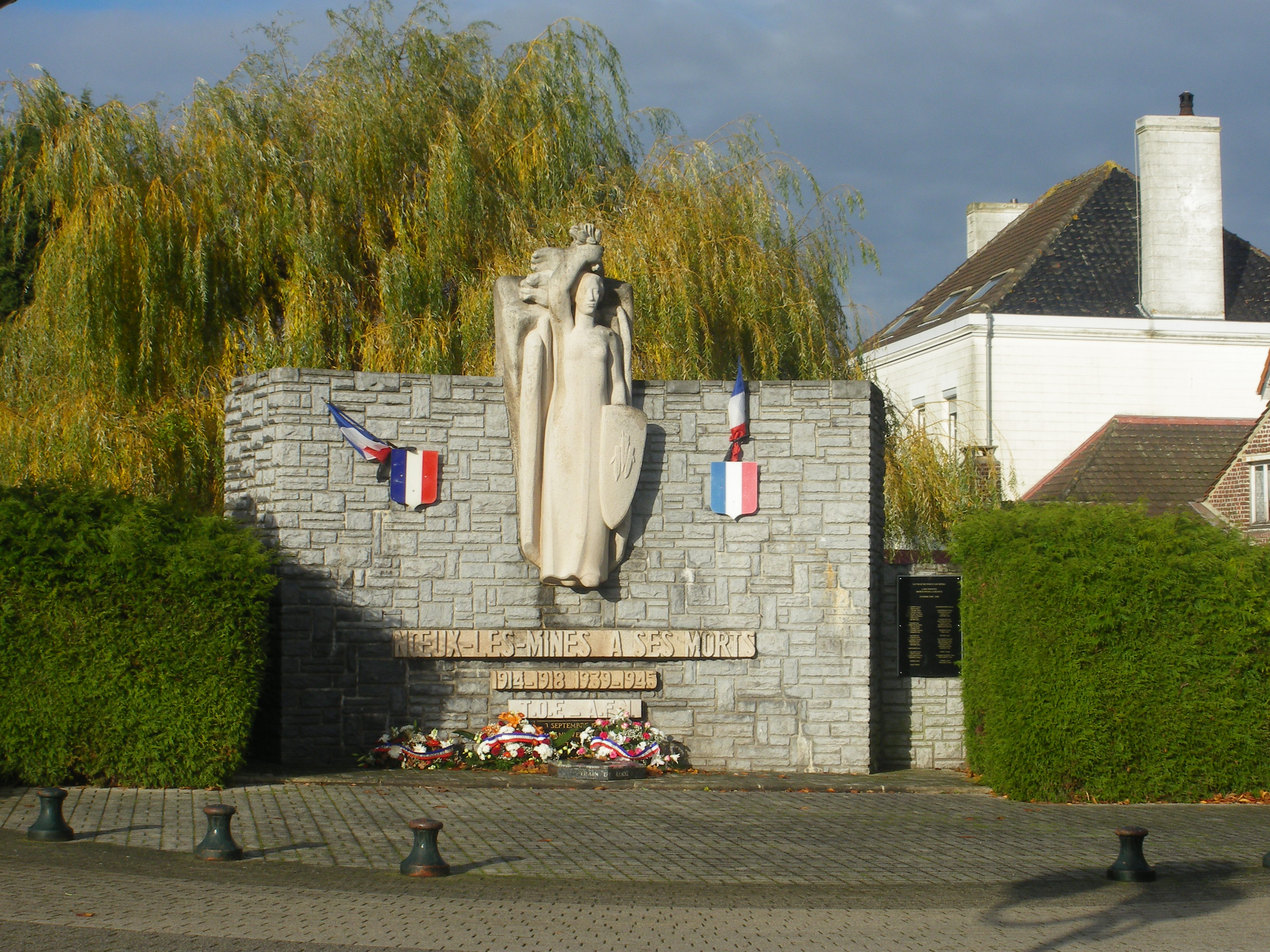
烈士纪念碑

讷莱米讷的早期历史尚不清楚。根据某球迷网站的论述，讷莱米讷始建于中世纪初，彼时该区域为一片沼泽滩涂。讷的城池建于公元879年，此后被诺曼人占领。当地曾一度被称为“Vitry les Béthune”。法国大革命后，讷成为加来海峡省的一个市镇。直至19世纪40年代，讷尚为一个人口不足一千的普通农业聚落。工业革命期间，讷所处的北部-加来海峡平原地区发现大规模的煤炭资源，讷境内的1号矿井自1851年起开始运行。此后，讷的人口数量快速增加，当地建成了多处矿工宿舍，途径讷的阿拉斯—敦刻尔克铁路于1861年建成通车。讷莱米讷在1915年秋季的第三次阿图瓦战役中遭到严重破坏，一战结束后当地获得了战争勋章。二战结束后，讷莱米讷的煤炭开采活动日趋萎缩，当地的3号矿井和1号矿井分别于1961年和1968年关闭。20世纪80年代，讷莱米讷境内的废弃矿坑被当地政府收购并改建为“Loisinord”公园，内有游泳池、水上活动中心及人造滑冰场等运动设施。

## 地理

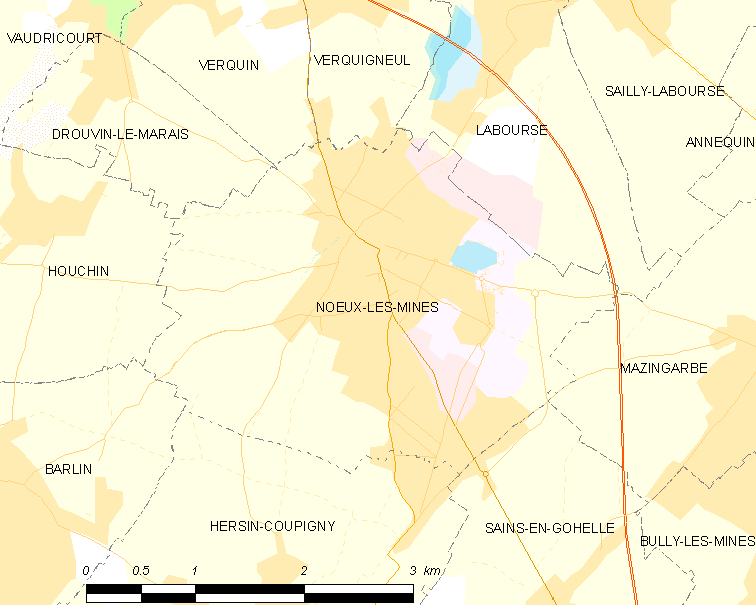
讷莱米讷市镇范围地图

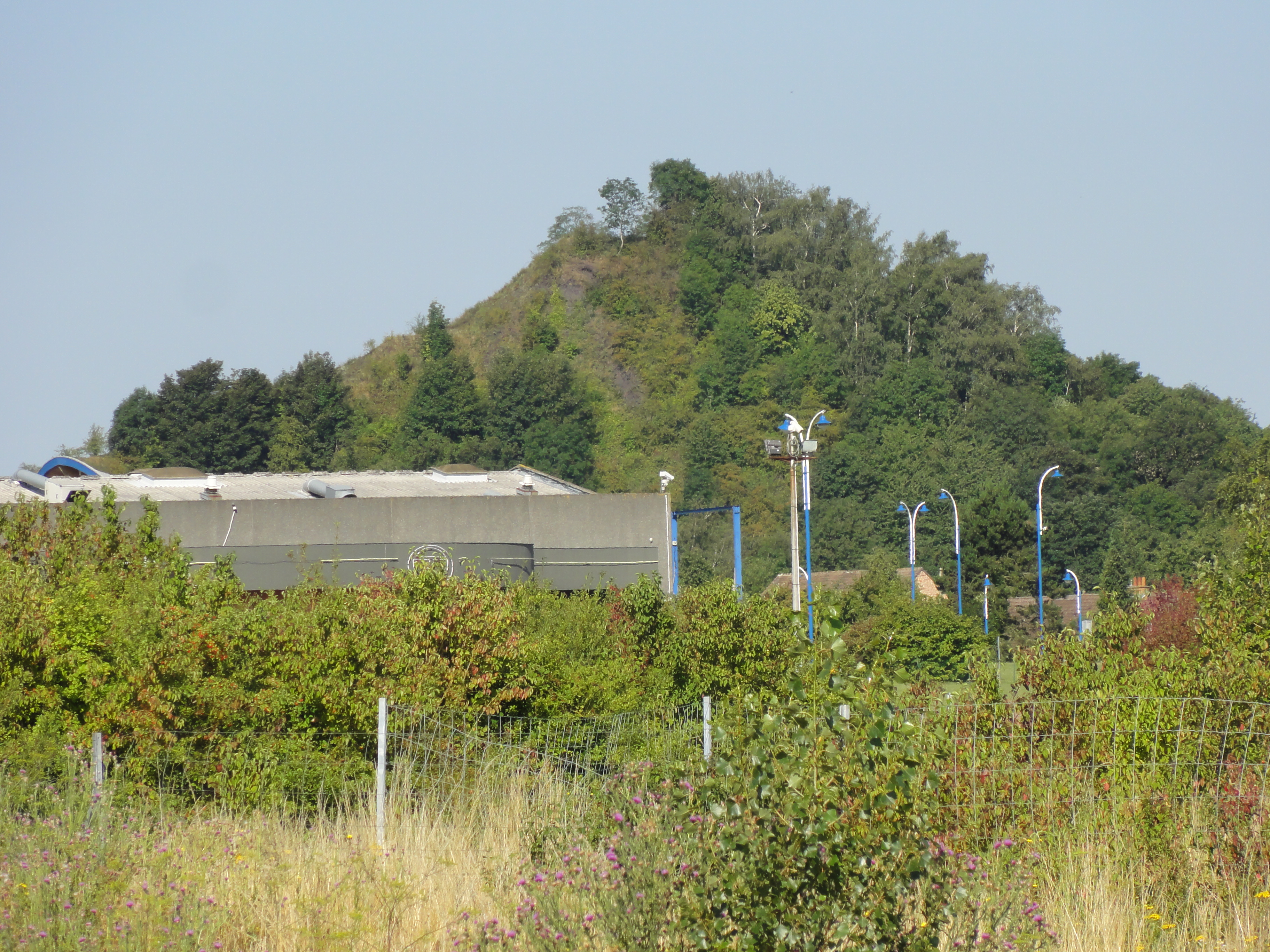
讷莱米讷境内的36号矿井尾矿山

讷莱米讷位于法国北部，上法兰西大区北部和加来海峡省东北部，距离省会阿拉斯大约24公里。与讷莱米讷接壤的市镇包括：巴兰、德鲁万勒马赖、乌尚、拉布尔斯、埃尔桑-库皮尼、马赞加尔布、桑昂戈埃勒、韦尔坎和韦尔基尼厄勒。

### 地形
讷莱米讷位于北部-加来海峡平原腹地，境内以平原为主，市镇中心地势较为平坦，整体地势自东北向西南略有抬升，全境自然海拔在23到76米之间，市区东南部一处尾矿山的海拔达119米。

### 水文
讷莱米讷位于斯海尔德河流域范围内，卢瓦讷河自西南向东北流经镇中心，该河水量较小，部分河段被人工建筑物覆盖。

### 植被
讷莱米讷属于温带阔叶混交林区，林地散落分布于市镇范围内的多个区域，并集中于市区东南部的矿山附近。
在鲜花城市的评比中，讷莱米讷暂未被评级。

### 气候
讷莱米讷在柯本气候分类法中属于温带海洋性气候（Cfb）。
距离讷莱米讷最近的常年气象站位于里什堡境内，以下为该气象站的数据（其中日照数据取自里尔机场）：
| 里什堡 1981年－2010年 | 里什堡 1981年－2010年 | 里什堡 1981年－2010年 | 里什堡 1981年－2010年 | 里什堡 1981年－2010年 | 里什堡 1981年－2010年 | 里什堡 1981年－2010年 | 里什堡 1981年－2010年 | 里什堡 1981年－2010年 | 里什堡 1981年－2010年 | 里什堡 1981年－2010年 | 里什堡 1981年－2010年 | 里什堡 1981年－2010年 | 里什堡 1981年－2010年 |
| 月份                  | 1月                   | 2月                   | 3月                   | 4月                   | 5月                   | 6月                   | 7月                   | 8月                   | 9月                   | 10月                  | 11月                  | 12月                  | 全年                  |
| --------------------- | --------------------- | --------------------- | --------------------- | --------------------- | --------------------- | --------------------- | --------------------- | --------------------- | --------------------- | --------------------- | --------------------- | --------------------- | --------------------- |
| 历史最高温 °C（°F）   | 15 (59)               | 19.5 (67.1)           | 22 (72)               | 27.5 (81.5)           | 33 (91)               | 35.5 (95.9)           | 37 (99)               | 38.5 (101.3)          | 32 (90)               | 26 (79)               | 20.5 (68.9)           | 16 (61)               | 38.5 (101.3)          |
| 平均高温 °C（°F）     | 7.3 (45.1)            | 8.3 (46.9)            | 11.7 (53.1)           | 15.3 (59.5)           | 19.4 (66.9)           | 21.6 (70.9)           | 24.2 (75.6)           | 24.3 (75.7)           | 20.5 (68.9)           | 15.9 (60.6)           | 10.5 (50.9)           | 7.2 (45.0)            | 15.5 (59.9)           |
| 日均气温 °C（°F）     | 4.4 (39.9)            | 5.1 (41.2)            | 7.3 (45.1)            | 9.8 (49.6)            | 13.8 (56.8)           | 16.3 (61.3)           | 18.4 (65.1)           | 18.4 (65.1)           | 15.3 (59.5)           | 11.5 (52.7)           | 7.1 (44.8)            | 4.4 (39.9)            | 11 (52)               |
| 平均低温 °C（°F）     | 1.5 (34.7)            | 1.6 (34.9)            | 3 (37)                | 4.3 (39.7)            | 8.2 (46.8)            | 10.7 (51.3)           | 12.6 (54.7)           | 12.5 (54.5)           | 10.1 (50.2)           | 7.1 (44.8)            | 3.8 (38.8)            | 1.5 (34.7)            | 6.4 (43.5)            |
| 历史最低温 °C（°F）   | −13 (9)               | −9 (16)               | −9 (16)               | −5.5 (22.1)           | −1.5 (29.3)           | 3.5 (38.3)            | 4 (39)                | 4.5 (40.1)            | 1 (34)                | −7 (19)               | −9.5 (14.9)           | −13.5 (7.7)           | −13.5 (7.7)           |
| 平均降水量 mm（）     | 58.1 (2.29)           | 47.8 (1.88)           | 50.1 (1.97)           | 46.9 (1.85)           | 63.6 (2.50)           | 63 (2.5)              | 77.9 (3.07)           | 73.3 (2.89)           | 70.4 (2.77)           | 60.9 (2.40)           | 72.9 (2.87)           | 77.2 (3.04)           | 762.1 (30.00)         |
| 月均日照時數          | 65.5                  | 70.7                  | 121.1                 | 172.2                 | 193.9                 | 206                   | 211.3                 | 199.5                 | 151.9                 | 114.4                 | 61.4                  | 49.6                  | 1,617.5               |
| 来源：infoclimat.fr   |                       |                       |                       |                       |                       |                       |                       |                       |                       |                       |                       |                       |                       |

## 行政区划
讷莱米讷的市镇编号为62617，邮政编号为62290。
在行政管理方面，讷莱米讷隶属于法国上法兰西大区加来海峡省贝蒂讷区；在地方选举方面，讷莱米讷是讷莱米讷县的中央投票站所在地，其市镇范围全境被划入加来海峡省第十选区；在社会管理方面，讷莱米讷是贝蒂讷-布律埃城市圈公共社区的组成部分。
截至2024年9月，讷莱米讷市镇范围内的讷沃土地（Terre-Noeve）街区为城市政策优先街区。
法国国家统计与经济研究所（简称“INSEE”）在进行数据统计时，将讷莱米讷及相邻的另外93个市镇设为贝蒂讷城市核心区，并将包括核心区在内的周边共122个市镇划为贝蒂讷城市区。自2020年起，贝蒂讷城市区被撤销，讷莱米讷被划入包含8个市镇的讷莱米讷城市辐射区。此外，INSEE还将讷莱米讷市镇分为了5个“块区”（IRIS），以便于统计人口分布情况。

## 交通

### 公路
加来海峡省省道D65线、D72E2线、D179线、D937线和D937E1线在讷莱米讷境内交汇。
| 6.1 | 3 |

| 阿拉斯 | 24 |

| 朗斯 | 15 |

| 贝蒂讷 | 7 |

2021年，71.5%的讷莱米讷家庭拥有至少一辆私人汽车。2022年，讷莱米讷境内共发生各类交通事故8起，造成14人受伤，其中2人重伤。

### 铁路

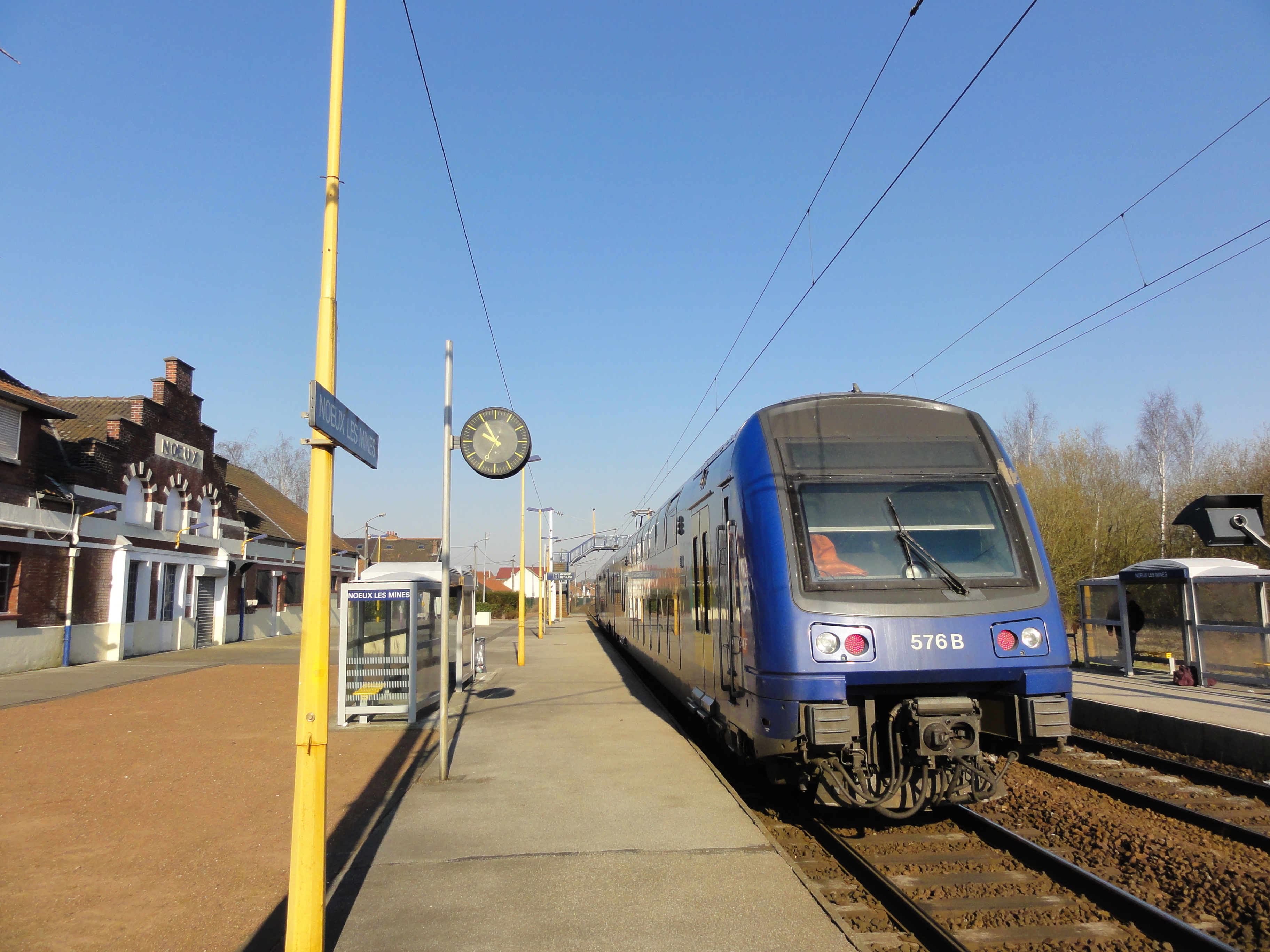
讷莱米讷火车站内停靠的区域列车

讷莱米讷位于阿拉斯—敦刻尔克铁路上。讷莱米讷站位于市区东部，停靠往返于阿拉斯和加来一线的区域列车，部分班次可直通敦刻尔克。

### 航空
讷莱米讷距离里尔机场的公路里程大约50公里。

### 城市公共交通
讷莱米讷是朗斯-贝蒂讷公交（商业名称为“Tadao”）的服务覆盖范围。截至2024年9月，该系统共包括数十条公交线路，其中公交12路、24路和72路经过了讷莱米讷市区。

## 政治

### 市政内阁

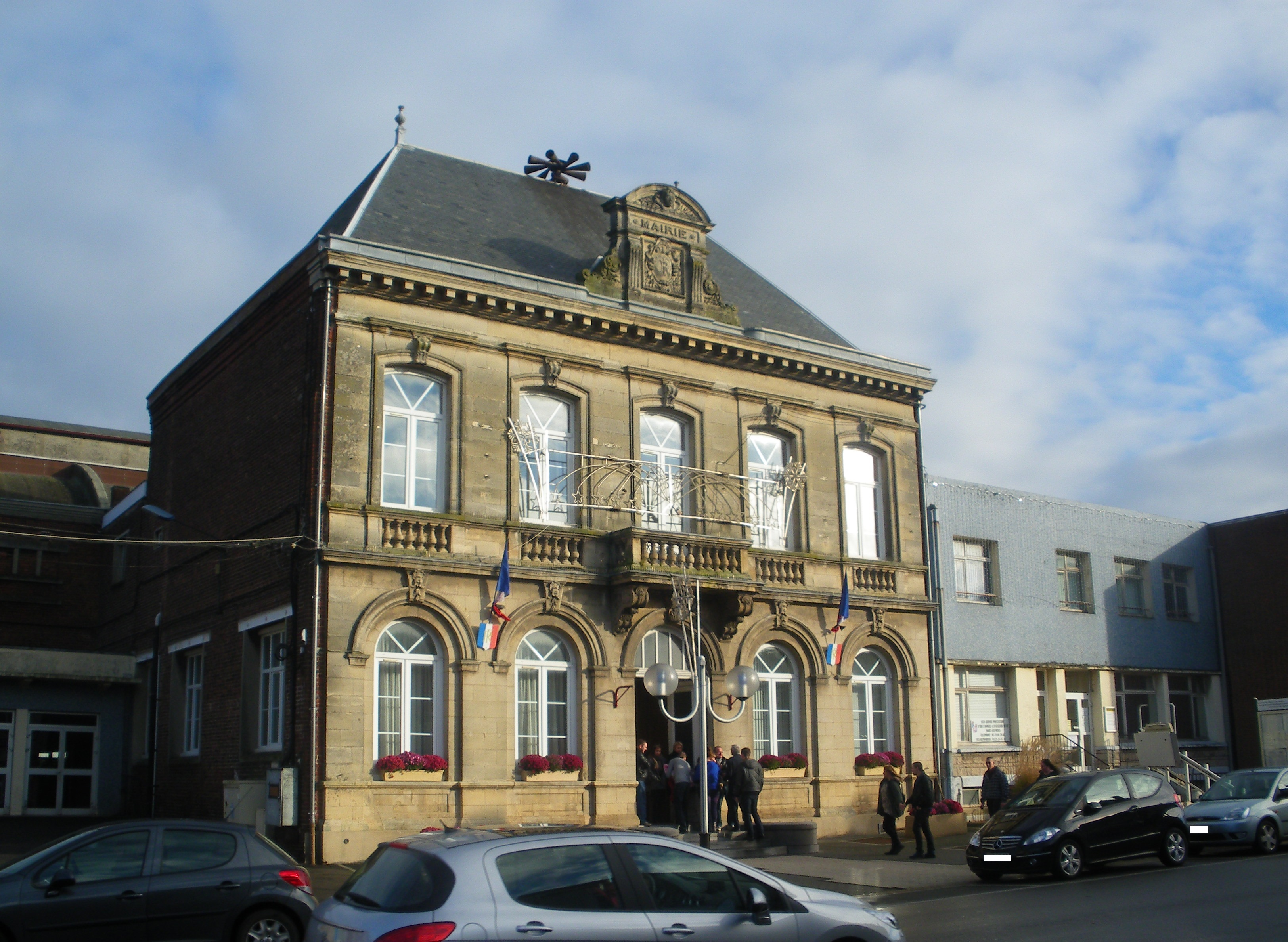
讷莱米讷市政厅

讷莱米讷的现任市长为塞尔日·马尔塞拉克先生（Serge MARCELLAK），他是一名左翼无党派人士，在2020年的市政选举中获得了76.08%的支持率。
| 讷莱米讷历届市长 | 讷莱米讷历届市长                      | 讷莱米讷历届市长               |
| 任期             | 市长                                  | 党派                           |
| ---------------- | ------------------------------------- | ------------------------------ |
| 1944年－1959年   | Henri BEAUSSART 亨利·博萨尔           | SFIO工人国际法国支部           |
| 1959年－1965年   | Albert VERSQUEL 阿尔贝·韦尔斯凯尔     | PCF法国共产党                  |
| 1965年－1978年   | André FOURDRINIER 安德烈·富尔德里尼耶 | SFIO工人国际法国支部 →PS社会党 |
| 1978年－2014年   | Jacques VILLEDARY 雅克·维勒达里       | PS社会党                       |
| 2014年－         | Serge MARCELLAK 塞尔日·马尔塞拉克     | PS社会党 →DVG左翼无党派人士    |

### 各级选举
| 讷莱米讷历届投票选举结果 | 讷莱米讷历届投票选举结果 | 讷莱米讷历届投票选举结果 | 讷莱米讷历届投票选举结果      | 讷莱米讷历届投票选举结果      | 讷莱米讷历届投票选举结果 | 讷莱米讷历届投票选举结果      | 讷莱米讷历届投票选举结果      | 讷莱米讷历届投票选举结果 | 讷莱米讷历届投票选举结果 |
| 选举项目                 | 选举范围                 | 选区单位                 | 选区单位内的选举结果          | 选区单位内的选举结果          | 选区单位内的选举结果     | 选区单位内的选举结果          | 选区单位内的选举结果          | 选区单位内的选举结果     | 参考资料                 |
| 选举项目                 | 选举范围                 | 选区单位                 | 第一轮胜出者                  | 第一轮胜出者                  | 支持率                   | 第二轮胜出者                  | 第二轮胜出者                  | 支持率                   | 参考资料                 |
| ------------------------ | ------------------------ | ------------------------ | ----------------------------- | ----------------------------- | ------------------------ | ----------------------------- | ----------------------------- | ------------------------ | ------------------------ |
| 2017年法國總統選舉       | 法國                     | 市镇                     |                               | 玛丽娜·勒庞                   | 40.55%                   |                               | 玛丽娜·勒庞                   | 59.98%                   | [ 25 ]                   |
| 2017年法国立法选举       | 加来海峡省第十选区       | 市镇                     |                               | 吕多维克·帕若                 | 30.22%                   |                               | 洛朗丝·代沙内尔               | 50.15%                   | [ 25 ]                   |
| 2019年欧洲议会选举       | 法國                     | 市镇                     |                               | 若尔丹·巴尔代拉               | 45.43%                   | （不适用）                    | （不适用）                    | （不适用）               | [ 27 ]                   |
| 2021年法国省级选举       |                          | 县                       |                               | 米歇尔·达格贝尔 卡里娜·戈蒂埃 | 51.02%                   |                               | 米歇尔·达格贝尔 卡里娜·戈蒂埃 | 60.11%                   | [ 28 ] [ 29 ]            |
| 2021年法国省级选举       | 市镇                     |                          | 米歇尔·达格贝尔 卡里娜·戈蒂埃 | 55.8%                         |                          | 米歇尔·达格贝尔 卡里娜·戈蒂埃 | 65.32%                        |                          | [ 28 ] [ 29 ]            |
| 2021年法国大区选举       | 上法蘭西大區             | 市镇                     |                               | 卡里马·德利                   | 48.32%                   |                               | 卡里马·德利                   | 49.59%                   | [ 30 ]                   |
| 2022年法国总统选举       | 法國                     | 市镇                     |                               | 玛丽娜·勒庞                   | 48.45%                   |                               | 玛丽娜·勒庞                   | 67.23%                   | [ 25 ]                   |
| 2022年法国立法选举       | 加来海峡省第十选区       | 市镇                     |                               | 蒂埃里·弗拉佩                 | 43.53%                   |                               | 蒂埃里·弗拉佩                 | 63.74%                   | [ 25 ]                   |
| 2024年欧洲议会选举       | 法國                     | 市镇                     |                               | 若尔丹·巴尔代拉               | 57.46%                   | （不适用）                    | （不适用）                    | （不适用）               | [ 25 ]                   |
| 2024年法国立法选举       | 加来海峡省第十选区       | 市镇                     |                               | 蒂埃里·弗拉佩                 | 59.38%                   | （不适用）                    | （不适用）                    | （不适用）               | [ 25 ]                   |

## 人口
2021年，讷莱米讷市镇人口数量为11,520，在法国排名第863位。其中男性5,431人，女性6,089人，75岁及以上人口占9.3%，外籍人口数量为95人，人口密度为1,303人/平方公里，当地居民被称为（男性）或（女性）。2022年，讷莱米讷境内出生128人，死亡人口159人。
| 讷莱米讷1901年－2021年人口变化情况 |
|                                    |
| 数据来源：Cassini、INSEE           |

## 经济

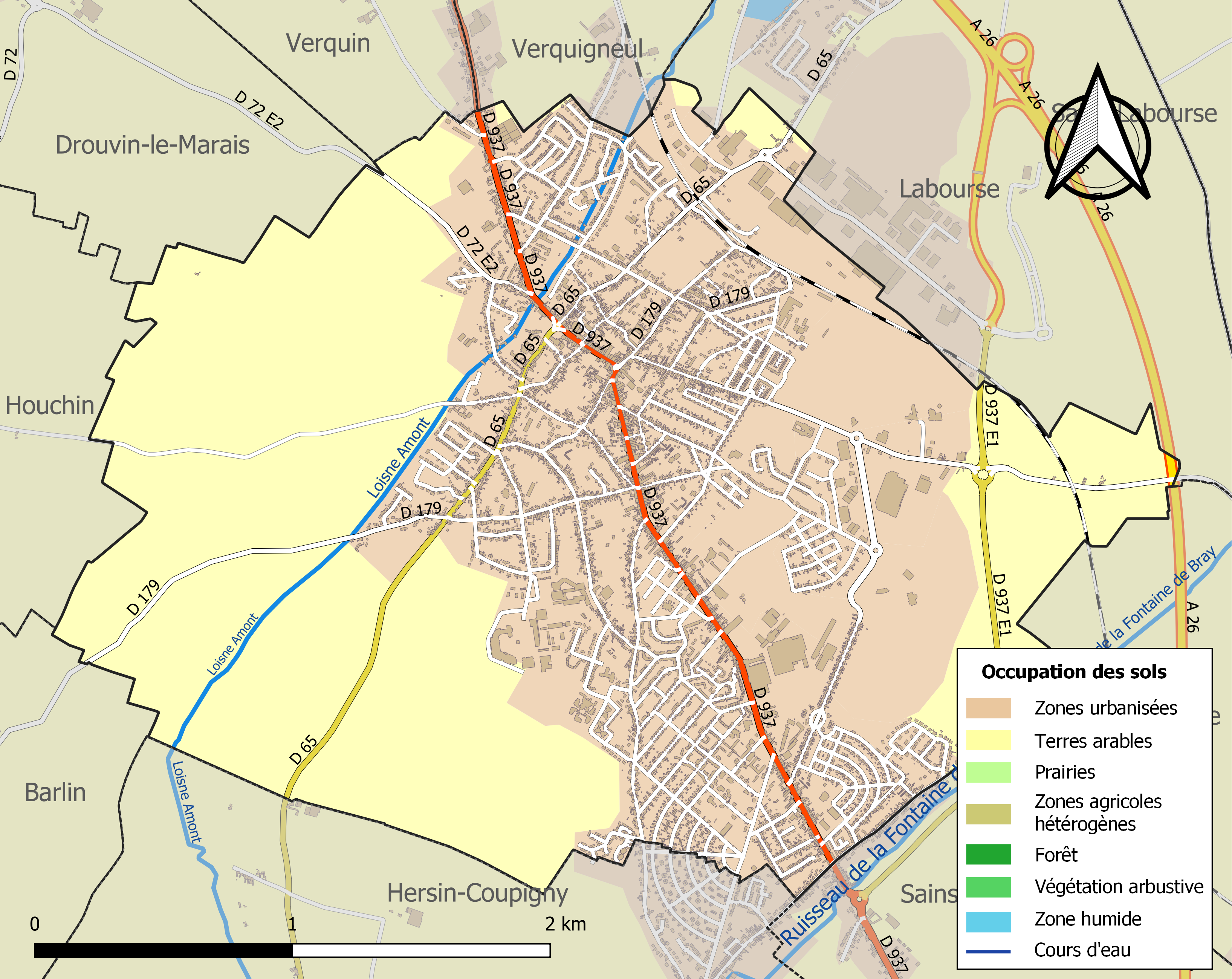
讷莱米讷土地利用情况地图

讷莱米讷是一个区域性的中心城市。截至2024年9月，讷莱米讷市镇范围内共有各类用人单位（包含自雇）1,003家，平均历史为16年，其中98.05%为中小型企业（PME），2024年7月至9月间，当地的经济活力指数为0。（大型零售）、（零售）及（管道工程）是当地2022年已公布营业额最高的三个企业，分别为93,184,176欧元、6,607,331欧元和3,616,801欧元。

## 财政与居民收入
2022年，讷莱米讷的财政收入总额为12,927,900欧元，财政支出总额为13,066,500欧元，当年的债务总额为8,325,670欧元。 2022年，讷莱米讷市镇通过增值税获得571,480欧元的收入，此外当地还共获得了1,022,960欧元的国家直接财政补助。
| 讷莱米讷居民收入情况                             | 讷莱米讷居民收入情况 | 讷莱米讷居民收入情况  | 讷莱米讷居民收入情况 |
| 内容                                             | 讷莱米讷             | 法国                  | 统计年份             |
| ------------------------------------------------ | -------------------- | --------------------- | -------------------- |
| 征税家庭总数                                     | 5,156                | 1,081（法国市镇平均） | 2022年               |
| 居民平均月收入                                   | 1,952欧元            | 2,435欧元             | 2022年               |
| 高级职员人均月收入                               | 3,364欧元            | 4,331欧元             | 2021年               |
| 中级职员人均月收入                               | 2,230欧元            | 2,470欧元             | 2021年               |
| 普通职员人均月收入                               | 1,631欧元            | 1,801欧元             | 2021年               |
| 贫困率                                           | 23%                  | 14.5%                 | 2020年               |
| 青壮年（15至64岁）失业率                         | 18.8%                | 7.4%                  | 2020年               |
| 征税家庭数量占比                                 | 28.8%                | 45.5%                 | 2020年               |
| 家庭年均纳税                                     | 1,856欧元            | 4,393欧元             | 2022年               |
| 资料来源：INSEE、L'Internaute、Le Journal du Net |                      |                       |                      |

## 社会事务

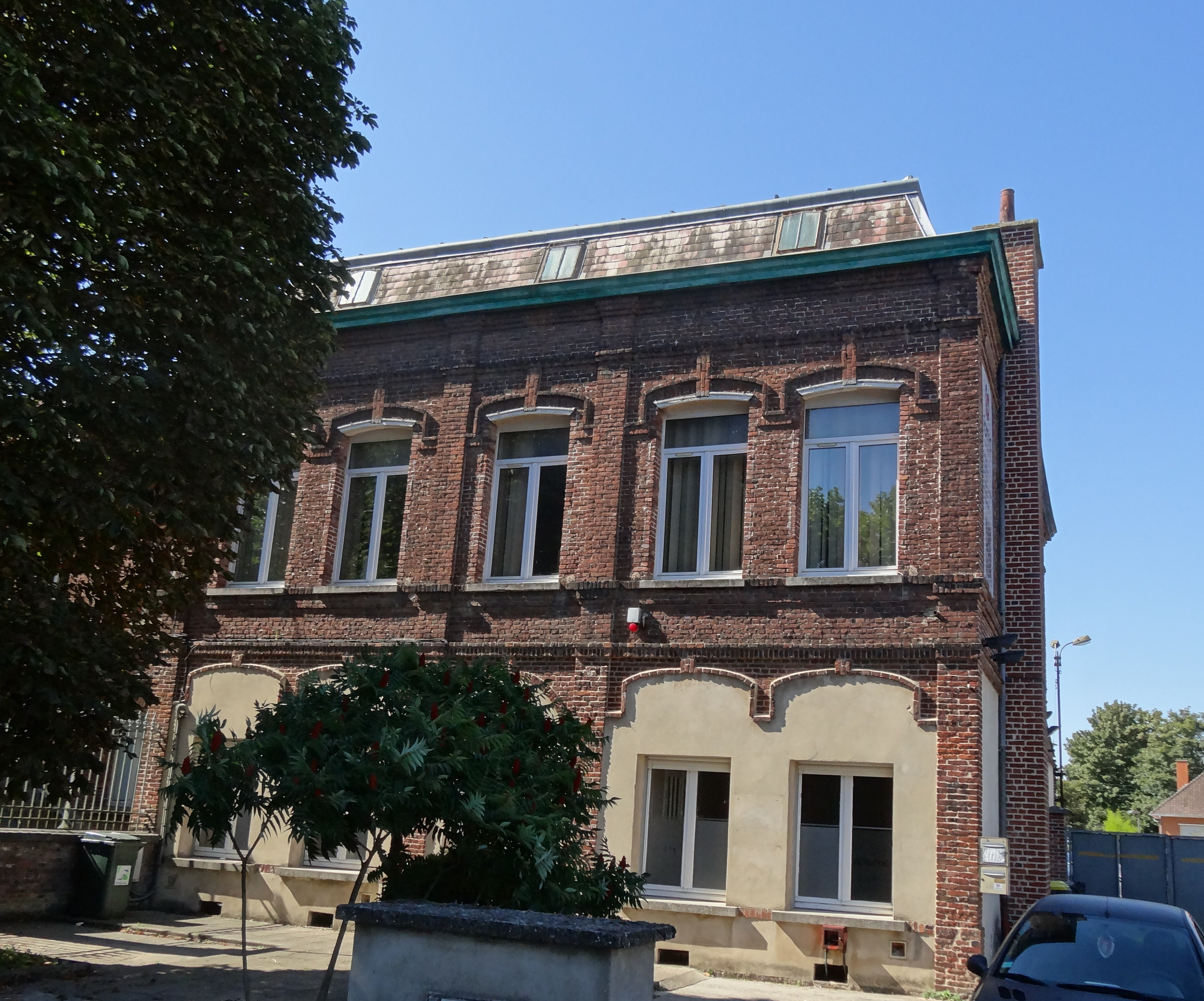
1号矿井小学

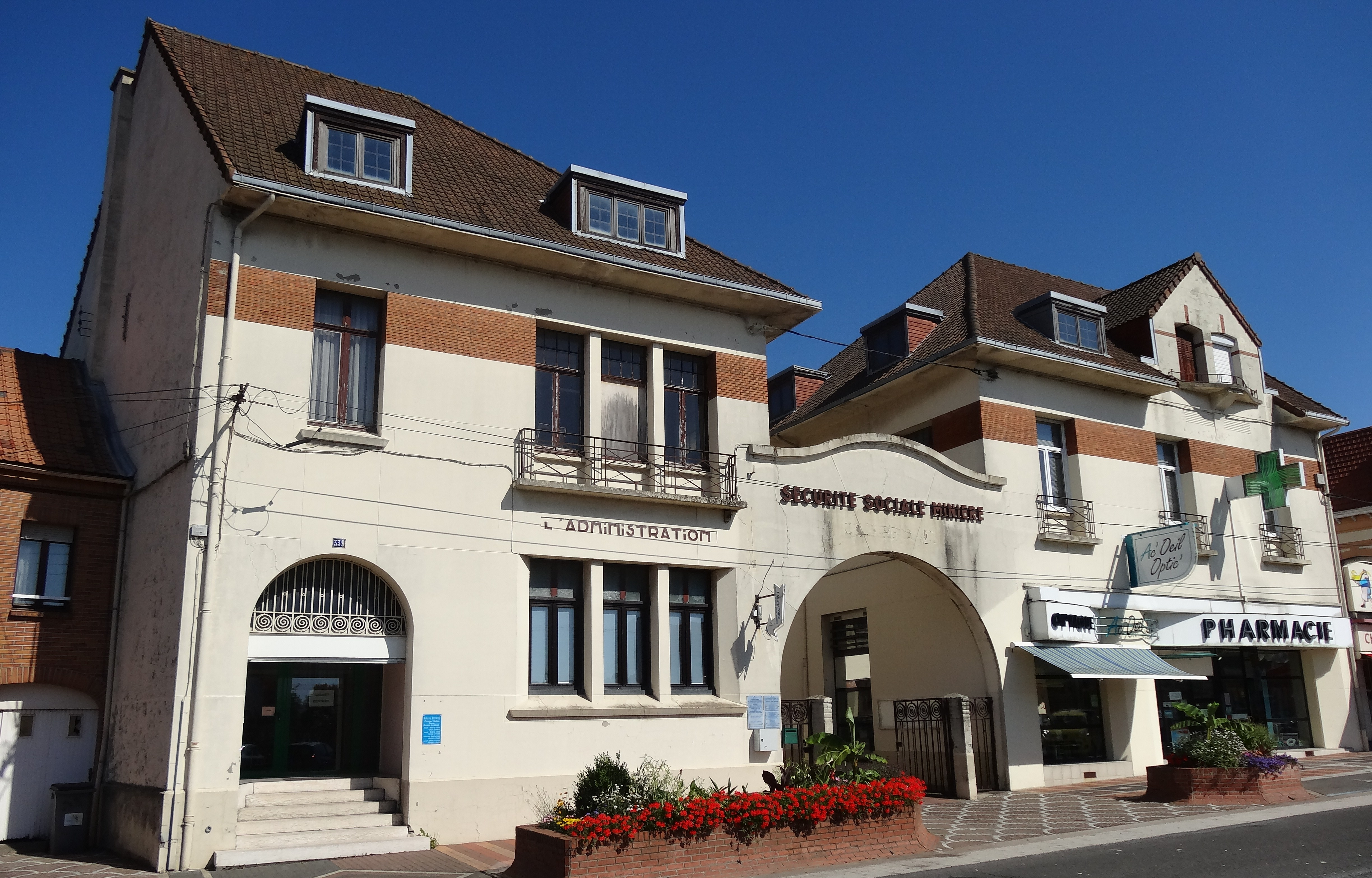
一处药房

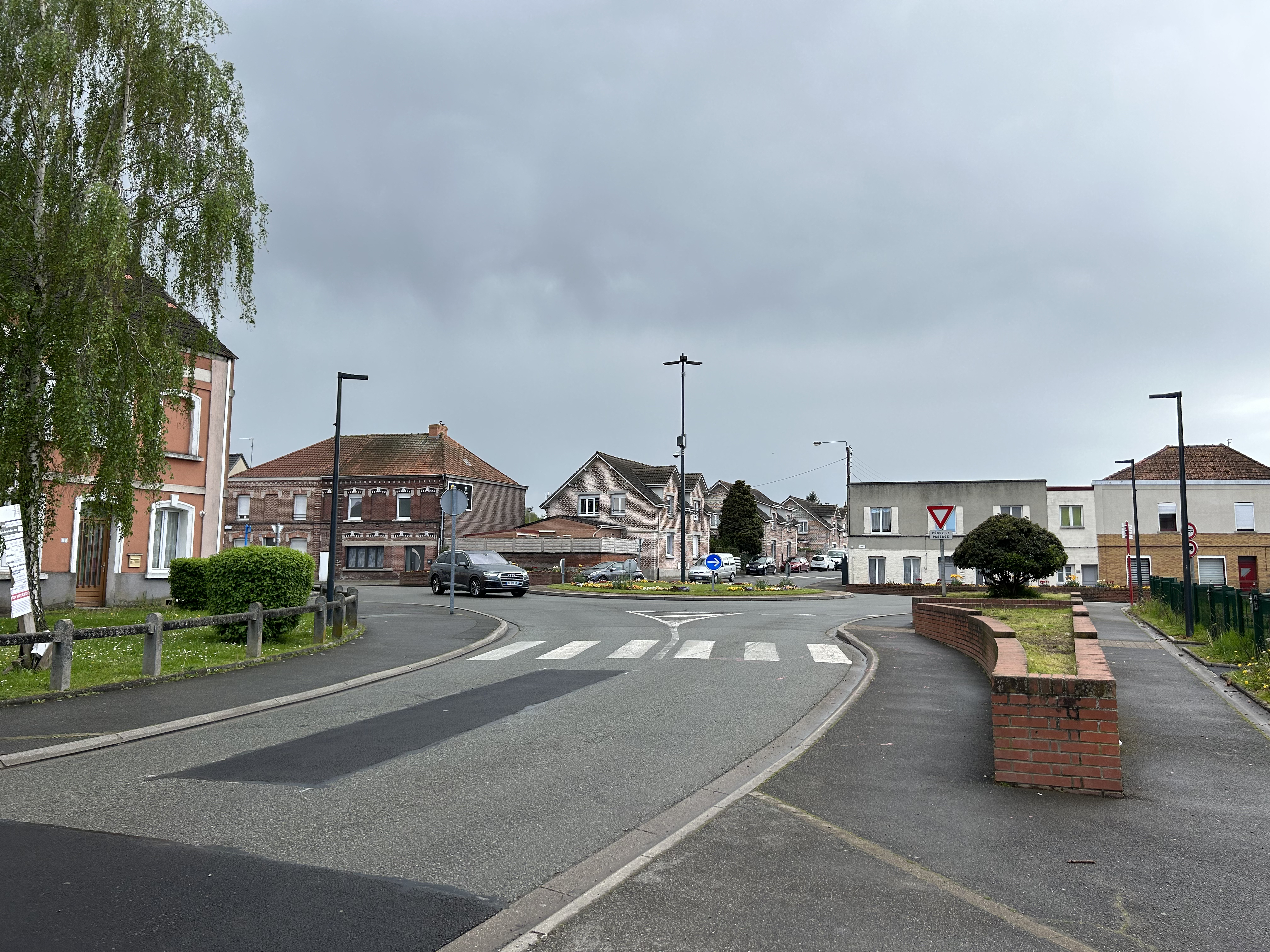
布洛涅环岛

### 教育
讷莱米讷属于里尔学区。截至2023年1月1日，讷莱米讷境内共有3所幼儿园、3所小学、1所初级中学和1所普通高中。2022至2023学年度，讷莱米讷境内共有在校中等教育阶段学生1,629名。

### 医疗
截至2023年1月1日，讷莱米讷境内共有全科医生8名、保健师19名、牙医8名、护士17名、助产士2名和妇科医生1名。境内共有药房5家、养老院3家、残疾人帮扶中心3家。
距离讷莱米讷最近的区域性医疗机构为贝蒂讷-博夫里中心医院（Centre Hospitalier de Béthune Beuvry），其主病区医院位于伯夫里境内，距离讷莱米讷市区的正常车程大约10分钟，该院设有床位567个。

### 住房
2021年，讷莱米讷境内共有各类住房5,736套，其中75.4%为独立式住宅，22.4%为集中式住宅。常住房屋占讷莱米讷市镇范围内居民建筑总量的91.5%。
在住房保障政策方面，2023年，讷莱米讷境内共有1,525户家庭获得了住房经济补助，受益人数占总人口数量的13.2%，其中1,260份为房租补助。

### 商业
2021年，讷莱米讷境内共有各类实体商铺213家，其中餐厅27家、大型超市5家、杂货店2家、面包房5家、肉铺2家、装饰品店2家、银行门店8家、美容美发店21家、汽车维修店13家。讷莱米讷镇中心东部建有一家E.Leclerc购物超市。

### 体育
2023年，讷莱米讷境内共有1家游泳池、4间体育馆、3座综合体育场、1处网球场、3处足球或橄榄球场以及2处篮球或排球场。
截至2024年9月，讷莱米讷境内共有三家注册足球俱乐部。讷体育会（编号500182）是当地的代表性足球队，成立于1909年，其主队2024至2025赛季参加上法兰西大区足球联赛乙组（法国第七级别），其主场为卡米耶·蒂瑟朗球场（Stade Camille-Tisserand）。

### 环境
讷莱米讷的环境事务由其所属的贝蒂讷-布律埃城市圈公共社区联合各级政府协调负责。2021年，讷莱米讷境内共有1家污染企业。

### 治安
2021年，讷莱米讷市镇范围内共有1处派出所。
讷莱米讷警区（zone police de Noeux les Mines）的管辖范围共包括五个市镇。2020年，该警区累计记录各类案件1,214起，其中盗窃类案件484起，经济类案件162起，毒品交易类案件167起。

## 文化

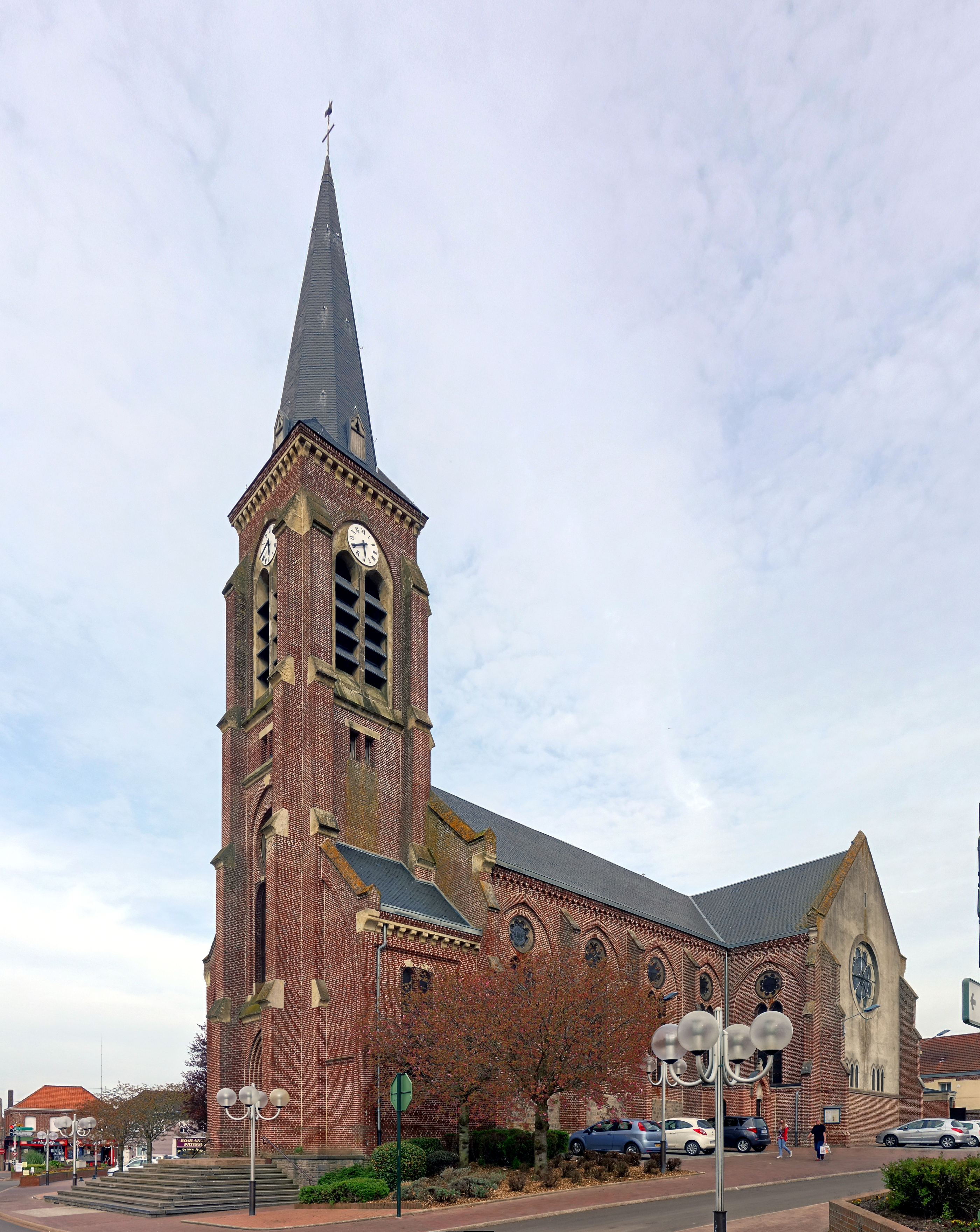
圣马丁教堂

2021年，讷莱米讷境内暂无任何文化设施。

### 建筑
讷莱米讷境内有多处历史建筑，其中圣巴尔布教堂（Église Sainte-Barbe de Nœux-les-Mines）为法国国家文物保护单位，镇中心的圣马丁教堂（Église Saint-Martin de Nœux-les-Mines）是当地的地标性建筑物。

### 旅游
讷莱米讷的旅游事务由其所属的贝蒂讷-布律埃城市圈公共社区联合各级政府协调负责。2024年，讷莱米讷境内共有1家酒店共计40间房间。

### 媒体
法国主要的媒体均可在讷莱米讷接收，法国电视三台下属的上法兰西大区频道在部分时段播出讷莱米讷所在加来海峡省的地方新闻。《北部之声报》、蓝色法兰西北方广播、Wéo电视台等是当地的主要地方性媒体。

## 相关人物
法国足球运动员雷蒙·科帕出生于讷莱米讷。

## 友好城市
截至2024年9月，讷莱米讷共与一座城市建立了友好城市关系：
- 德国 塔尔海姆